# Mosannona maculata
Mosannona maculata är en kirimojaväxtart som beskrevs av Laurentius 'Lars' Willem Chatrou och Welzenis. Mosannona maculata ingår i släktet Mosannona och familjen kirimojaväxter. Inga underarter finns listade i Catalogue of Life.